# Tronco (telefonia)
Em uma rede privada de comutação telefônica, chama-se tronco a linha conectada à central pública.
Portanto, o tronco é o canal que permite à central privada realizar ligações externas. Uma ligação chega pelo tronco e é comutada na central para um dos ramais, ou então parte de algum dos ramais para chegar a um tronco.
Note-se que o número de troncos sempre será menor que o de ramais, visto que um dos objetivos do PABX é racionalizar a ocupação das linhas telefônicas de um local.
Engloba todas as interconexões entre centrais. Estas podem ser por cabos metálicos, fibra óptica ou links de rádio ou satélite.